# Metallosphaera sedula
Espèce
Metallosphaera sedula est une espèce d'archées de la famille des Sulfolobaceae. On la trouve naturellement dans les sources chaudes, les régions volcaniques et les drainages miniers acides. Il s'agit d'un organisme thermophile et acidophile aérobie particulièrement tolérant aux métaux lourds. Sa capacité à oxyder la pyrite, minéral de sulfure de fer FeS2, fait qu'on peut l'utiliser dans la dépyritisation du charbon,. M. sedula est plus efficace de ce point de vue qu'une bactérie comme Acidithiobacillus ferrooxidans grâce à sa thermorésistance, qui permet des conditions opératoires accélérant la réaction. Compte tenu de ses propriétés physicochimiques remarquables — c'est un micro-organisme à réduction dissimilatrice de métaux, — et de la texture favorable des régolithes de la surface des corps du Système solaire, cette archée est également étudiée dans une optique éventuelle d'exploitation minière d'astéroïdes, voire d'autres planètes, à partir de résultats obtenus sur du simulant de régolithe martien, et ce bien qu'elle soit aérobie stricte.
Metallosphaera sedula se présente sous la forme de cocci d'environ 1 µm de diamètre dont la surface est parsemée de pili visibles au microscope électronique. On la cultive à 70 °C et pH 2,0 généralement tamponné à l'acide sulfurique H2SO4. Elle présente un type trophique tantôt hétérothrophe, capable d'assimiler des molécules organiques complexes (à l'exception des oses et des glucides), et tantôt autotrophe par fixation du dioxyde de carbone CO2 en présence d'hydrogène H2, peut-être à l'aide d'un cycle du 3-hydroxypropionate modifié,, son taux de croissance étant maximum lorsqu'elle est cultivée sur un mélange de casaminoacides et de sulfures métalliques.
Son génome d'environ 2,2 millions de paires de bases est caractérisé par un taux de GC de 46 % et contient de l'ordre de 2 300 cadres de lecture ouverts. 2 258 protéines ont été ainsi identifiées, dont 35 % demeurent hypothétiques (en) ou de fonction inconnue, 90 % d'entre elles étant plus fortement apparentées à des séquences observées chez les espèces du genre Sulfolobus, telles que Sulfolobus solfataricus, Sulfolobus tokodaii (en) ou Sulfolobus acidocaldarius.

## Systématique
L'espèce Metallosphaera sedula a été décrite en 1989 par Gertrud Huber (d), Carola Spinnler (d), Agata Gambacorta (d) et Karl Stetter,.

## Publication originale
- (en) Gertrud Huber, Carola Spinnler, Agata Gambacorta et Karl O. Stetter, « Metallosphaera sedula gen, and sp. nov. Represents a New Genus of Aerobic, Metal-Mobilizing, Thermoacidophilic Archaebacteria », Systematic and Applied Microbiology, Elsevier, vol. 12, no 1,‎ juillet 1989, p. 38-47 (ISSN 0723-2020 et 0172-5564, OCLC 51392980, DOI 10.1016/S0723-2020(89)80038-4, lire en ligne).